# (5624) Shirley
(5624) Shirley es un asteroide perteneciente al cinturón de asteroides descubierto el 11 de enero de 1991 por Eleanor F. Helin desde el Observatorio del Monte Palomar, Estados Unidos.

## Designación y nombre
Designado provisionalmente como 1991 AY1. Fue nombrado Shirley en honor del señor y la señora William J. Shirley, en reconocimiento a su generoso y entusiasta apoyo a Caltech y Mt. Observatorio Wilson. Han conservado y restaurado el Observatorio Solar Hale en San Marino, un hito de importancia científica e histórica que comparten generosamente con la comunidad y los grupos educativos para visitas y estudio.

## Características orbitales
Shirley está situado a una distancia media del Sol de 3,016 ua, pudiendo alejarse hasta 3,178 ua y acercarse hasta 2,854 ua. Su excentricidad es 0,053 y la inclinación orbital 10,65 grados. Emplea 1913,37 días en completar una órbita alrededor del Sol.

## Características físicas
La magnitud absoluta de Shirley es 12,3. 